# Боскето (Анкона)
Боскето је насеље у Италији у округу Анкона, региону Марке.
Према процени из 2011. у насељу је живело 19 становника. Насеље се налази на надморској висини од 355 м.